# Рінус Ісраел
Рінус Ісраел (нід. Rinus Israël; 19 березня 1942, Амстердам — 1 липня 2025) — нідерландський футболіст, що грав на позиції захисника. По завершенні ігрової кар'єри — тренер.
Виступав, зокрема, за «Феєнорд», з яким крім ряду національних титулів став володарем Кубка чемпіонів УЄФА та Кубка УЄФА, а також Міжконтинентального кубка. Крім цього виступав за національну збірну Нідерландів, з якою став віцечемпіоном світу.

## Клубна кар'єра
У дорослому футболі дебютував 1962 року виступами за команду клубу ДВС, в якій провів чотири сезони, взявши участь у 88 матчах чемпіонату, а у 1964 році став з командою чемпіоном Нідерландів.
Своєю грою за цю команду привернув увагу представників тренерського штабу «Феєнорда», до складу якого приєднався 1966 року. Відіграв за команду з Роттердама наступні вісім сезонів своєї ігрової кар'єри. Більшість часу, проведеного у складі «Феєнорда», був основним гравцем захисту команди та певний час був капітаном команди. За цей час тричі ставав з командою чемпіоном Нідерландів, виборов титул володаря Кубка Нідерландів, ставав володарем Кубка чемпіонів УЄФА, Міжконтинентального кубка та Кубка УЄФА. У фіналі Кубка чемпіонів 1970 року в грі проти шотландського «Селтіка» (2:1) Ісраел забив один з двох голів своєї команди.

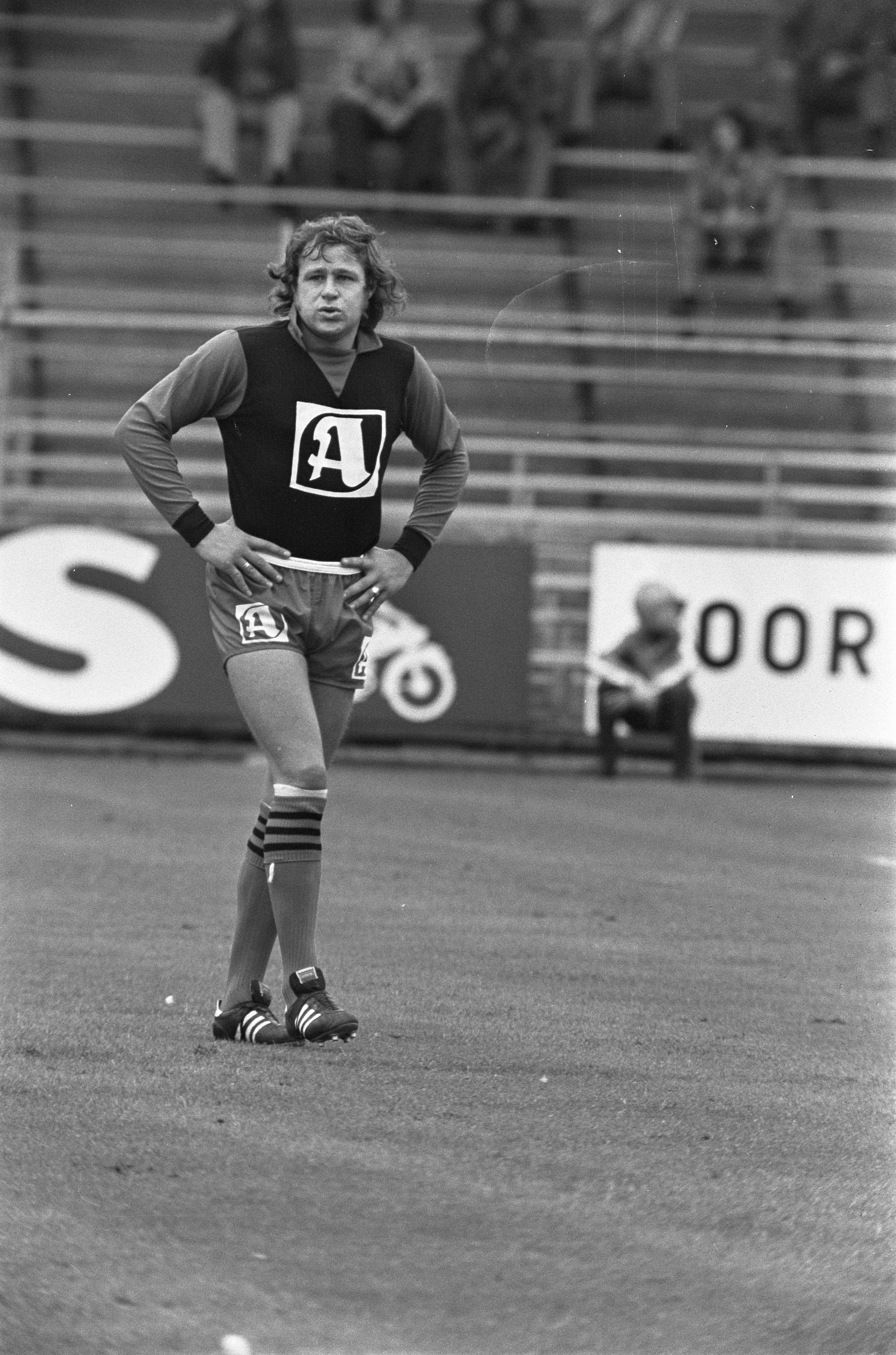
Рінус Ісраел під час виступів за «Ексельсіор». 1 вересня 1974 року.

Протягом сезону 1974/75 років захищав кольори клубу «Ексельсіор» (Роттердам), по завершенні якого перейшов в команду другого дивізіону «Зволле». У сезоні 1977/78 допоміг команді зайняти перше місце і вийти до Ередивізі, де провів ще три сезони, після чого 1982 року завершив професійну ігрову кар'єру.

## Виступи за збірну
30 вересня 1964 року дебютував в офіційних іграх у складі національної збірної Нідерландів в товариському матчі проти збірної Бельгії, що завершився з рахунком 0:1.
У складі збірної був учасником чемпіонату світу 1974 року у ФРН, де разом з командою здобув «срібло», зігравши на турнірі у трьох матчах. Свій останній виступ за збірну захисник провів саме на чемпіонаті світу в грі зі збірною Бразилії 3 липня, той матч завершився перемогою голландців з рахунком 2:0.
Протягом кар'єри у національній команді, яка тривала 11 років, провів у формі головної команди країни 47 матчів, забивши 3 голи.

## Кар'єра тренера
Після завершення кар'єри гравця залишився у «Зволле», де працював асистентом, а 1984 року очолив тренерський штаб клубу «Ден Босх».
1986 року став головним тренером команди «Феєнорд», тренував команду з Роттердама два роки та 1987 року став віцечемпіоном Нідерландів.
Згодом протягом 1988—1989 років очолював тренерський штаб грецького клубу ПАОК, після чого повернувся до роботи з «Ден Босхом».
У сезоні 1991/92 був спортивним директором клубу «Динамо» (Бухарест), ставши з командою чемпіоном Румунії, а 1992 року прийняв пропозицію попрацювати з молодіжною збірною Нідерландів, паралельно бувши асистентом Діка Адвоката, а потім Гуса Гіддінка у національній команді. У 1995 році зі збірною до 20 років працював на молодіжному чемпіонаті світу в Катарі, де «помаранчеві» не вийшли з групи. Залишив молодіжну збірну Нідерландів 1997 року.
1997 року був запрошений керівництвом Федерації футболу Гани очолити національну збірну Гана, з якою поїхав на Кубок африканських націй 1998 року у Буркіна Фасо. Там ганці не зуміли вийти з групи, після чого європейський фахівець покинув посаду. В подальшому з 1998 року працював в ОАЕ з клубами «Аль-Джазіра», «Аль-Шабаб» (Дубай) та «Аль-Вахда» (Абу-Дабі).
З 2001 і по 2003 рік очолював тренерський штаб команди «АДО Ден Гаг», після чого повернувся в «Аль-Вахду», головним тренером якої Рінус Ісраел був до червня 2004 року.
З березня 2006 року і до кінця сезону 2009/10 року Ісраел працював скаутом у «Феєнорді», а у сезоні 2010/11 став тренером аматорського клубу «Янг Бойз» з Гарлема, де працював до 23 березня 2012 року, поки цей клуб не збанкрутував.
У рамках свого 75-річного ювілею опублікував свою книгу «IJzeren Rinus».
У квітні 2017 року Ісраел, разом зі своїм зятем Яном де Гезе, був призначений тимчасовим тренером клубу третього дивізіону ОФК з Остзана, де залишався до кінця того сезону.

## Титули і досягнення

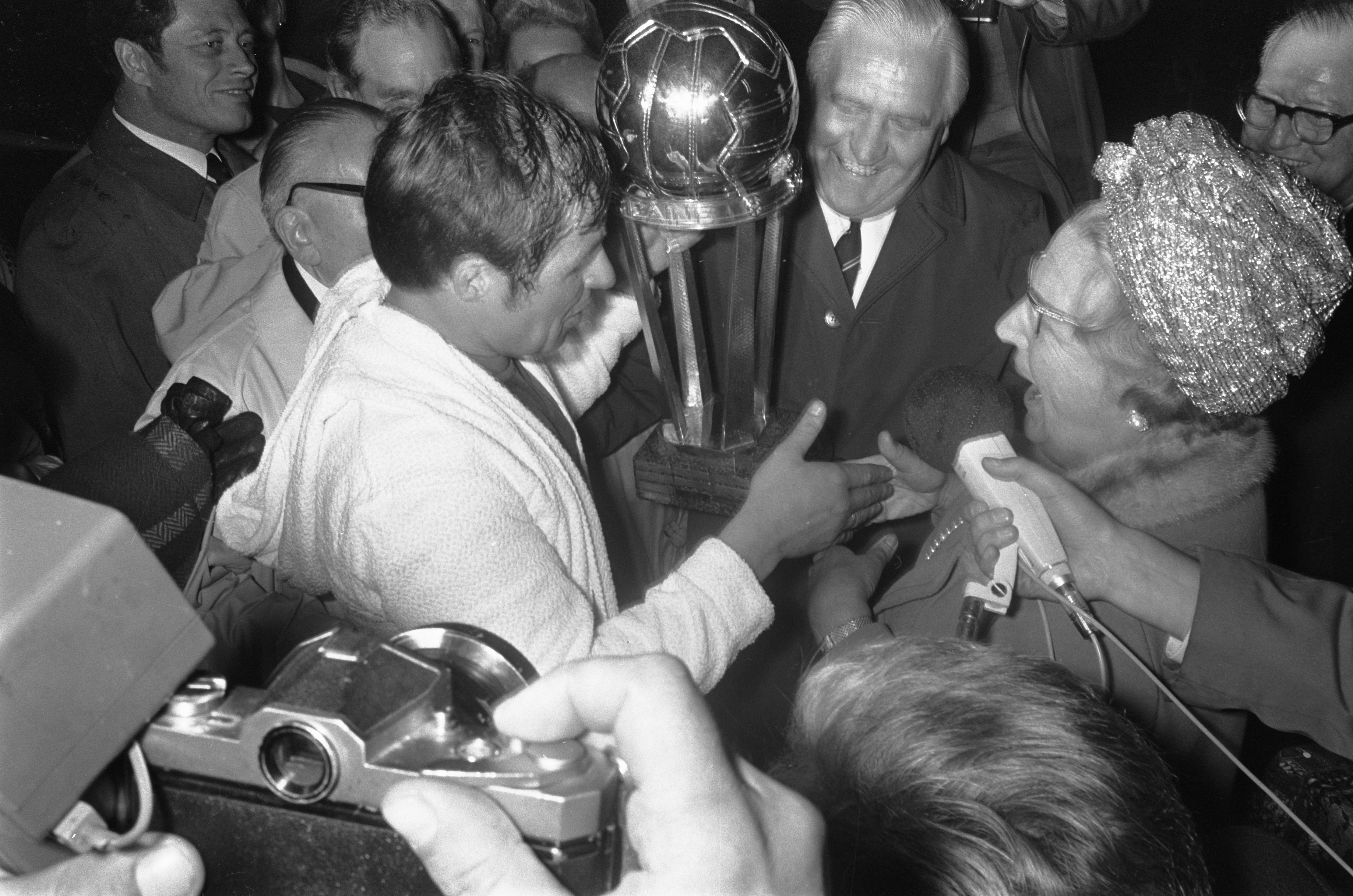
Рінус Ісраел отримує Міжконтинентальний кубок з рук королеви Юліани. 9 вересня 1970 року.

### Як гравця
- Чемпіон Нідерландів (4):

ДВС: 1963/64: «Феєнорд»: 1968/69, 1970/71, 1973/74
- Володар Кубка Нідерландів (1):

«Феєнорд»: 1968/69
- Володар Кубка чемпіонів УЄФА (1):

«Феєнорд»: 1969/70
- Володар Міжконтинентального кубка (1):

«Феєнорд»: 1970
- Володар Кубка УЄФА (1):

«Феєнорд»: 1973/74
- Співпереможець Кубка Інтертото (3):

«Феєнорд»: 1967, 1968, 1973
- Віце-чемпіон світу: 1974

### Як тренера
- Чемпіон ОАЕ (1):

«Аль-Вахда» (Абу-Дабі): 2001

## Особисте життя

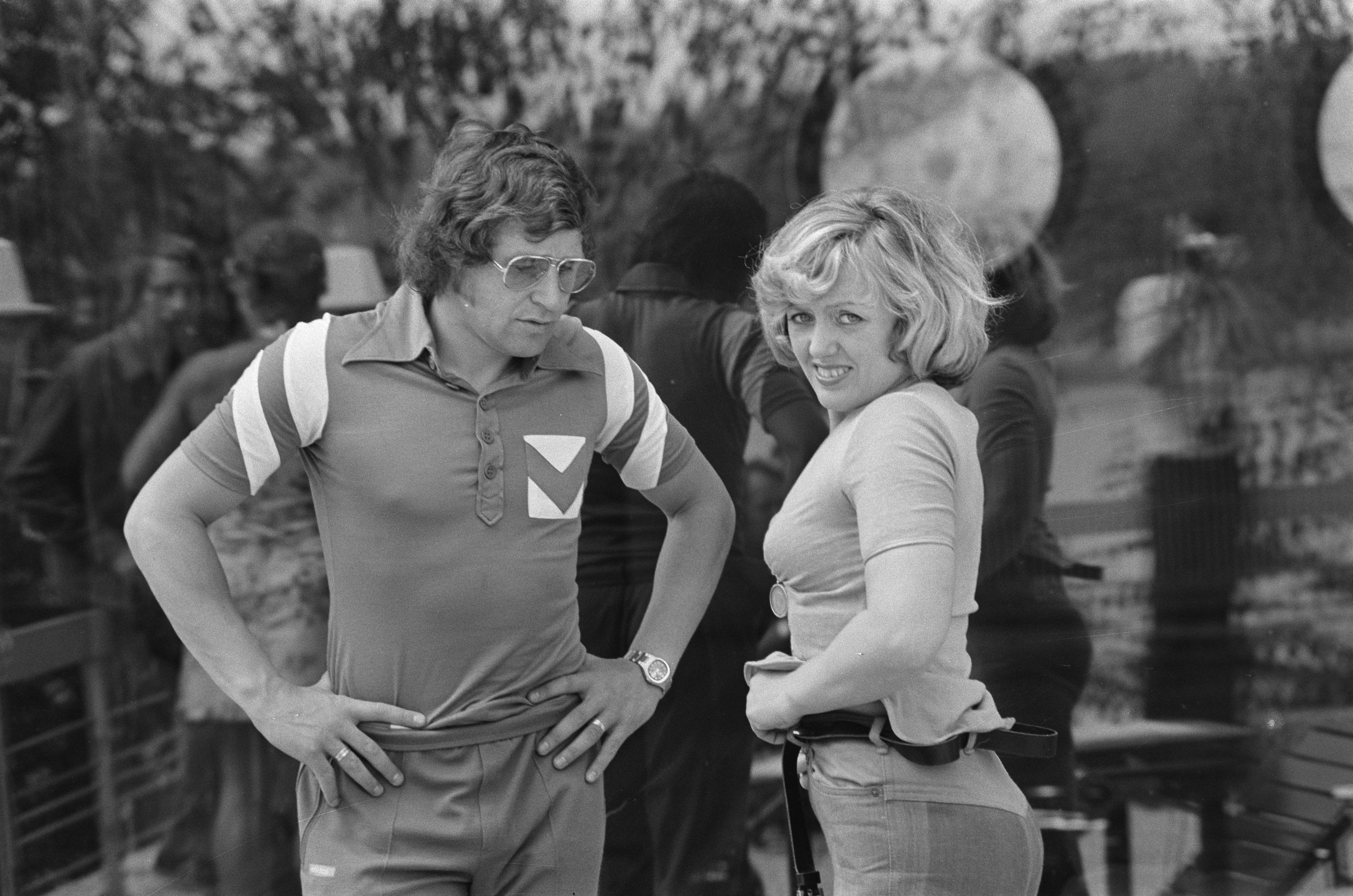
Рінус Ісраел з дружиною. 1974 рік.

Має онучку Рахел де Газе (нар. 1991), що стала професійною гандболісткою